# 554

## Догађаји
- 13. август – Византијски цар Јустинијан I издаје прагматичну санкцију реорганизацијом Италије и награђује преторијанског префекта Либерија за преко 60 година истакнуте службе, дајући му велика имања у Италији.
- 15. август – Земљотрес 554. године у Анадолији догодио се на југозападним обалама Анадолије (Мала Азија). Утиче на залив Гулук (Мандалиа залив), и на острво Кос.
- Октобар – Битка код Волтурна: У пролеће је Бутилинус (Бучелин) кренуо на север; франачка војска (заражена епидемијом дизентерије која убија њиховог вођу Леутариса (Лотара)) смањена је на око 30.000 људи. Византијска војска, са 18.000 људи (укључујући контингент Гота под Алигерном), маршира на југ да их дочека код Касилинума (на обалама реке Волтурно). Византијски евнух генерал Нарзес шаље коњицу под Ханаранжом да уништи вагоне за снабдевање Франака. Надмашивши Бутилина, он бира диспозицију сличну оној у Тагини. Након фронталног напада на византијски центар, Франци и Аламани су уништени, чиме је готово окончан Готски рат (535–554). Нарсес гарнизира војску од 16.000 људи у Италији. Опоравак италијанског полуострва коштао је царство око 300.000 фунти злата.
- Византијске снаге под Либеријем заузимају Гранаду (Андалузија) и заузимају стару провинцију Бетику. Јустинијан I позива Велизара да изађе из пензије, да заврши консолидацију поново освојених региона јужне Шпаније.
- Атанагилд је крунисан за краља Визигота и наследио је Агилу. Он признаје врховну власт Византијског царства.
- Баекје и Гаја конфедерација воде рат против краљевства Сила, једног од три краљевства Кореје, али су поражени.
- Мукан Каган је наследио свог брата Исика Кагана на месту цара (кагана) Гоктурка.
- Други и већи од два Буда из Бамијана подигнут је у централном Авганистану.
- Касиодор, римски државник, оснива манастир у Виваријуму .